# Krivošeino
Krivošeino (in russo Кривошеино?) è un villaggio della Russia asiatica nell'oblast' di Tomsk; è il centro amministrativo del rajon Krivošeinskij.
Si trova sul fiume Ob', 166 km a nord-nord-ovest di Tomsk.